# Evacuación de Hungnam

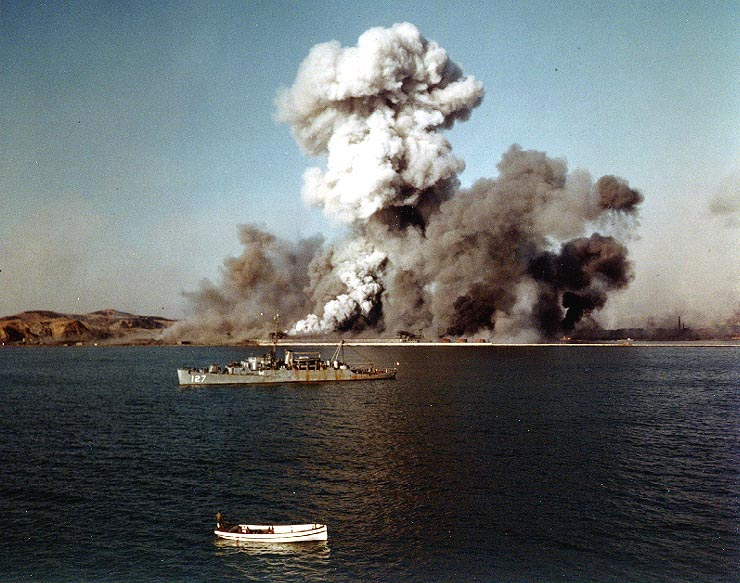
Destrucción del puerto de Hungnam el 24 de diciembre de1950. El buque de la Armada de los Estados Unidos USS Begor (APD-127) parte hacia Corea del Sur en un plano intermedio.

La Evacuación de Hungnam (Coreano: 흥남 철수 작전; Hanja:興南撤收作戰), también conocida como el Milagro de Navidad, fue la operación militar y logística que supuso la evacuación anfibia de fuerzas de la ONU y civiles del puerto de Hungnam, Corea del Norte, entre el 15 y el 24 de diciembre de 1950, durante la Guerra de Corea. A consecuencia de la derrota durante la Batalla del Embalse de Chosin (27 de noviembre-13 de diciembre) y ante los ataques del Ejército Popular de Voluntarios (EPV) chino durante la Campaña de la Segunda Fase, las fuerzas de la ONU se retiran y son evacuadas hacia Corea del Sur desde Hungnam.

## Contexto: Guerra de Corea y Batalla del Embalse de Chosin
Tras la Batalla de Incheon y el desembarco de las fuerzas de la ONU (10-19 de septiembre de 1950), la Guerra de Corea dio un vuelco total, pasando casi la totalidad de la península a estar en manos de los ejércitos liderados por el General Douglas MacArthur. Sin embargo, cuando sus hombres ya estaban situados en varios puntos de la frontera con China, Mao da luz verde (previo consenso con Stalin) a enviar soldados a la península y ayudar a sus camaradas norcoreanos. Esto provoca las conocidas como “Primera Fase” y “Segunda Fase”, llevadas a cabo durante el otoño y el invierno de 1950 y en la cual llegaron a participar casi un millón de soldados chinos, según diversas fuentes.

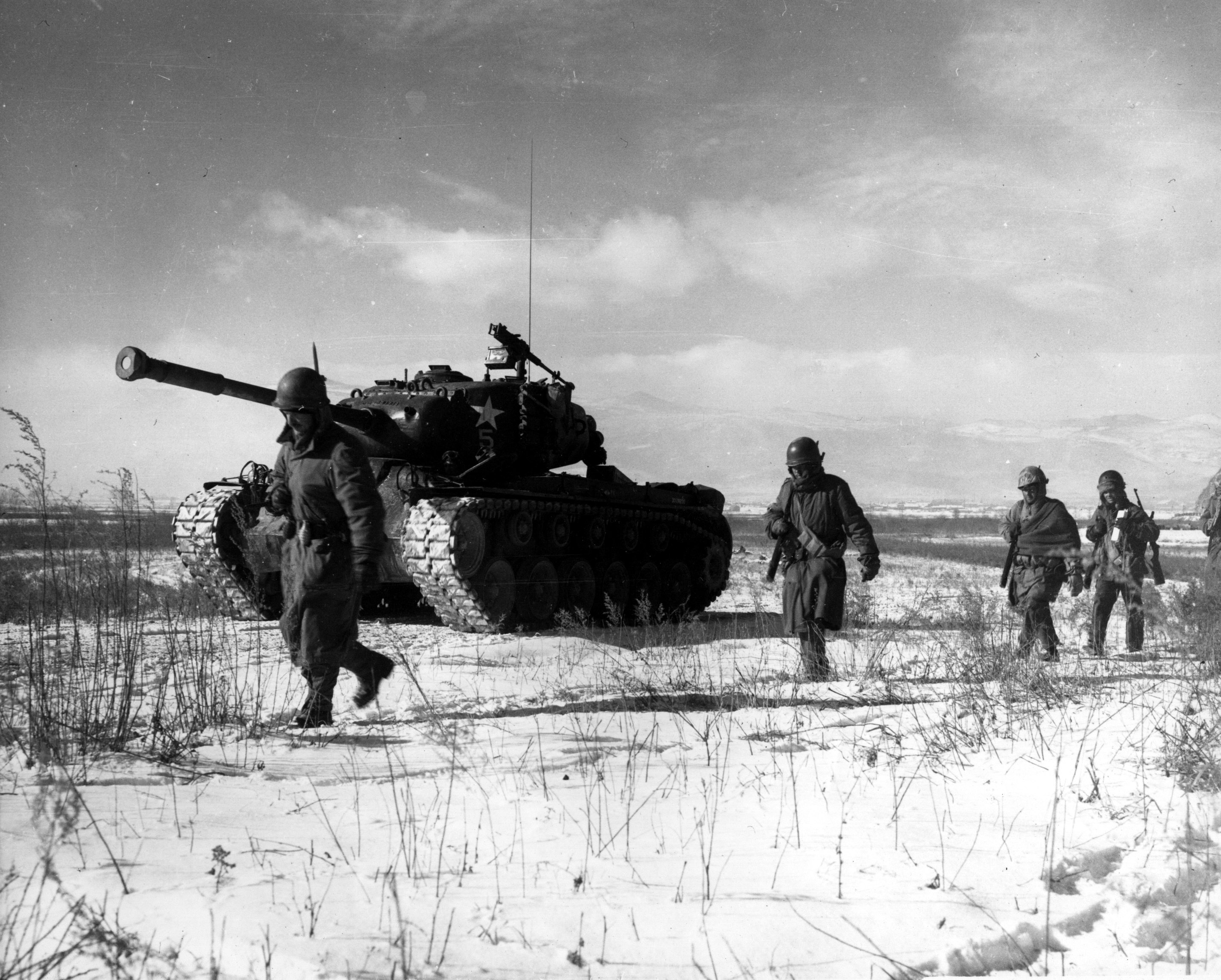
Columna de la 1ª División de Marines de Estados Unidos atraviesa las líneas del Ejército Popular de Voluntarios de China durante la Batalla del Embalse de Chosin (diciembre de 1950)

En este contexto, se producen dos batallas fundamentales que darán lugar a la evacuación de la que hablamos y a la retirada hacia el paralelo 38° de las fuerzas de la ONU: la Batalla del Río Chongchon (25 de noviembre-2 de diciembre) y la Batalla del Embalse de Chosin (26 de noviembre-13 de diciembre) .
La contienda en el citado embalse fue disputada, con numerosas bajas en ambos lados, sobre todo, por temperaturas que llegaron a los 40 grados bajo cero. Los chinos, al mando de Peng Dehuai, habían atacado por sorpresa a los X Corps estadounidenses, que se encontraban ya sin apoyo de otras unidades amigas, ya que el General MacArthur había ordenado el día 8 de diciembre la retirada del Octavo Ejército para apoyar las operaciones en la retaguardia del frente sur. A diferencia de los X Corps, estos se situaban en el frente oeste y, por lo tanto, no tuvieron mayores problemas para poder retirarse por tierra. Las condiciones en el frente oeste eran más extremas, con esas temperaturas tan frías y en una zona montañosa.
Como decíamos, esta retirada se produce en un contexto en el que la entrada en la guerra del Ejército Voluntario Chino ya había provocado el retroceso de las fuerzas de la ONU, volviendo de nuevo a las posiciones anteriormente ocupadas alrededor del paralelo 38ª.
En el Embalse de Chosin, los X Corps se ven obligados a retirarse siguiendo el valle del río Changjin hacia sureste, con intención de llegar al puerto seguro de Hungnam. La ciudad de Wonsan ya había sido evacuada el día 3 de diciembre, así que se produce una especie de embotellamiento en dicho valle. Por lo tanto, la armada americana centró sus esfuerzos en proteger a sus soldados, mientras que las tropas comunistas comenzaron el cerco a la ciudad de Hungnam. Como ataque a resaltar, el 15 de diciembre las fuerzas comunistas chinas llevan a cabo una ofensiva colectiva en la cabecera de la playa donde las fuerzas de las Naciones Unidas se encuentran. Sin embargo, los US X Corps repelen el ataque y continúan con la defensa del perímetro.
Como consecuencia de todos estos sucesos, el general Douglas MacArthur ordena a los X Corps y a las unidades surcoreanas su retirada de Hungnam hacia Busan por mar, sabiendo que se podía producir una carnicería, además de una gran pérdida de materiales. Esto da comienzo a la Evacuación de Hungnam.

## Evacuación

##### Éxodo hacia Hungnam
Las consecuencias de la retirada americana en la Batalla del Embalse de Chosin no fueron solo de índole militar, sino que también se vio afectada la población local. Fueron muchos los locales que, ya fuese por convicción o por supervivencia, ayudaron a los soldados de la ONU y participaron de forma indirecta en la batalla. Muchos otros, simplemente se encontraban escondidos en valles cercanos o en cuevas para evitar verse inmersos en la batalla. Esto hizo que se produjese una columna de refugiados a la que se unieron miles y miles de personas de la zona y que acabó congestionando el área de Hungnam y Hamhung. Muchos consiguieron llegar al perímetro que se creó, pero muchos otros quedaron en el camino tras el bombardeo de puentes que conectaban la ciudad con las afueras. Por esta razón, fue rescatado el mayor número de refugiados posibles antes de derribar los puentes, además que los que se encontraban fuera se acercasen a él. 
Otra de las razones fue el miedo de la población local ante un ataque nuclear. Como pudo conocerse más tarde, el General MacArthur propuso utilizar armas nucleares contra las tropas comunistas. Existen testimonios que afirman que soldados surcoreanos pasaban por las casas avisando a la población de la posibilidad de un ataque con armas nucleares en la zona. Esto hizo que cundiera incluso más el pánico y produjo un mayor éxodo.
Por último, otro rumor se extendió por la zona. Las tropas comunistas, en su avance por el valle del río Chongjin, hacían correr entre la población local el rumor de que los X Corps estadounidenses proporcionaría transporte para todos los civiles que desearan salir de Corea del Norte. La intención era crear un movimiento de masas para poder así facilitar la infiltración de agentes y saboteadores.
Para evitar el hacinamiento y la infiltración, la policía militar, los agentes de inteligencia y las tropas del perímetro creado alrededor de la ciudad intentaron bloquear la entrada de civiles, particularmente por la carretera Hamhung-Hungnam, que era la entrada principal de refugiados. Los civiles que ya estaban en Hungnam y los que lograron llegar a la ciudad fueron examinados y luego trasladados al suburbio sureste de Sohojin, donde personal militar distribuyó alimentos y organizó la posible evacuación a medida que se disponía del espacio necesario.
Al igual que en cualquier otro conflicto bélico, no se puede saber por la apariencia quién es un refugiado de guerra y quién es un espía o soldado enemigo, así que se tomaron estas medidas para evitar futuros ataques.

##### Evacuación de militares
En cuanto a los militares, también se contaban por decenas de miles. El 9 de diciembre, el general MacArthur ordena la evacuación, siendo aprobada por el Estado Mayor de Estados Unidos y comenzando así la Operación Hungnam. 
La 1.ª División de Infantería de Marina llega a la ciudad desde el embalse de Changjin el 11 de diciembre, reuniéndose entre el puerto y el aeródromo de Yonpo. Es desde este momento cuanto comienzan a embarcar y son evacuados en los días posteriores, zarpando hacia Busan a media mañana del día 15. 
Inmediatamente después de la 1ª División de Infantería de Marina, la 7ª División comenzó a cargar el 14 de diciembre, embarcando primero las agotadas tropas del 31 Cuerpo de Infantería, el 1.er Batallón del 32º Cuerpo de Infantería y el 57.º Batallón de Artillería de Campaña, que habían estado luchando con los marines en el Embalse de Chosin. La mayoría de las unidades de servicio de la división subieron a bordo del barco los días 15 y 16. Mientras tanto, la 17.ª Infantería y el resto de la 32.ª Infantería relevaron al 1.er Ejército de la ROK en el perímetro y se retiraron a la primera línea. Tras ser relevado por la 7ª División, el 1.er Ejército de la ROK embarcó y zarpó al mediodía del 17 de diciembre. Aunque el plan original era que los surcoreanos desembarcasen en Busan, fueron trasladados finalmente al puerto de Mookho, situado en la ciudad de Donghae).
Una vez evacuados estos grupos, la mayor parte de lo que quedaba en Hungnam eran miembros de los X Corps de EE. UU., que comienza también los preparativos para marcharse.

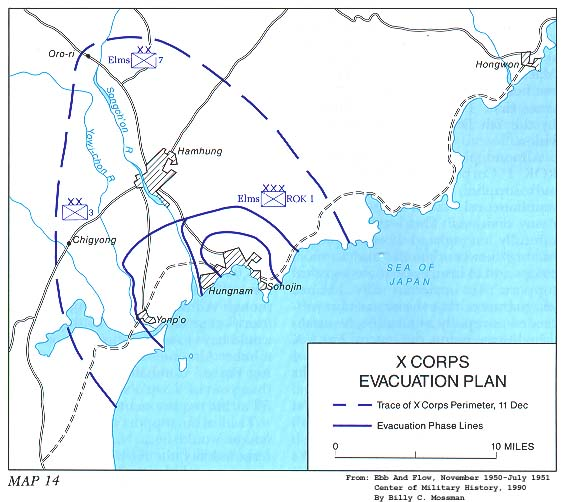
Mapa explicativo de las fases del perímetro de seguridad de Hungnam previos a la evacuación y posterior destrucción del puerto de la ciudad

##### Evacuación de civiles
Mientras que el número de refugiados continuaba aumentando, Edward Almond, comandante de los X Corps, se mostraba reticente en cuanto a la idea de evacuarlos. Además de los soldados, estaba a cargo y tenía que transportar 6 millones de toneladas de armas y equipo, por lo que en un principio no tenía en mente hacer lo que finalmente ocurrió.
Sin embargo, las fuerzas surcoreanas en la zona tuvieron un papel fundamental en la negociación y mediación entre los refugiados y el general Almond. En concreto, el general Kim Baek-il, comandante del 1.er Cuerpo del Ejército surcoreano, y Hyun Bong-hak, intérprete y consejero del general Almond. Hyun tuvo largas conversaciones con su superior para poder ayudar a los refugiados, algo que finalmente consiguió convenciendo al general. Además, muchos soldados surcoreanos expresaban su intención de evacuar la zona a pie con los refugiados antes que dejarlos allí a merced de las fuerzas comunistas.
Cuando se permitió que los refugiados subieran a bordo, el puerto se convirtió en un caos, creando una marabunta que peleaba por conseguir subir a los barcos que se dirigían a una zona segura. Entre los buques que evacuaron a más civiles, se encontraban los siguientes:
- Meredith Victory: 14,500 personas.
- Virginia Victory: 14.000 personas.
- Rain Victory: 7.000 personas.
- Madaketsuho: 6.400 personas.
- Tobatsu Maruho: 6.000 personas.
- Maru Yonayama: 3.000 personas.
- BM 501: 4.300 personas.
- LST 074: 3.500 personas.
- LST 081: 4.000 personas.
- LST 661: 9.400 personas.
- LST 666: 7.500 personas.
- LST 668: 10.500 personas.

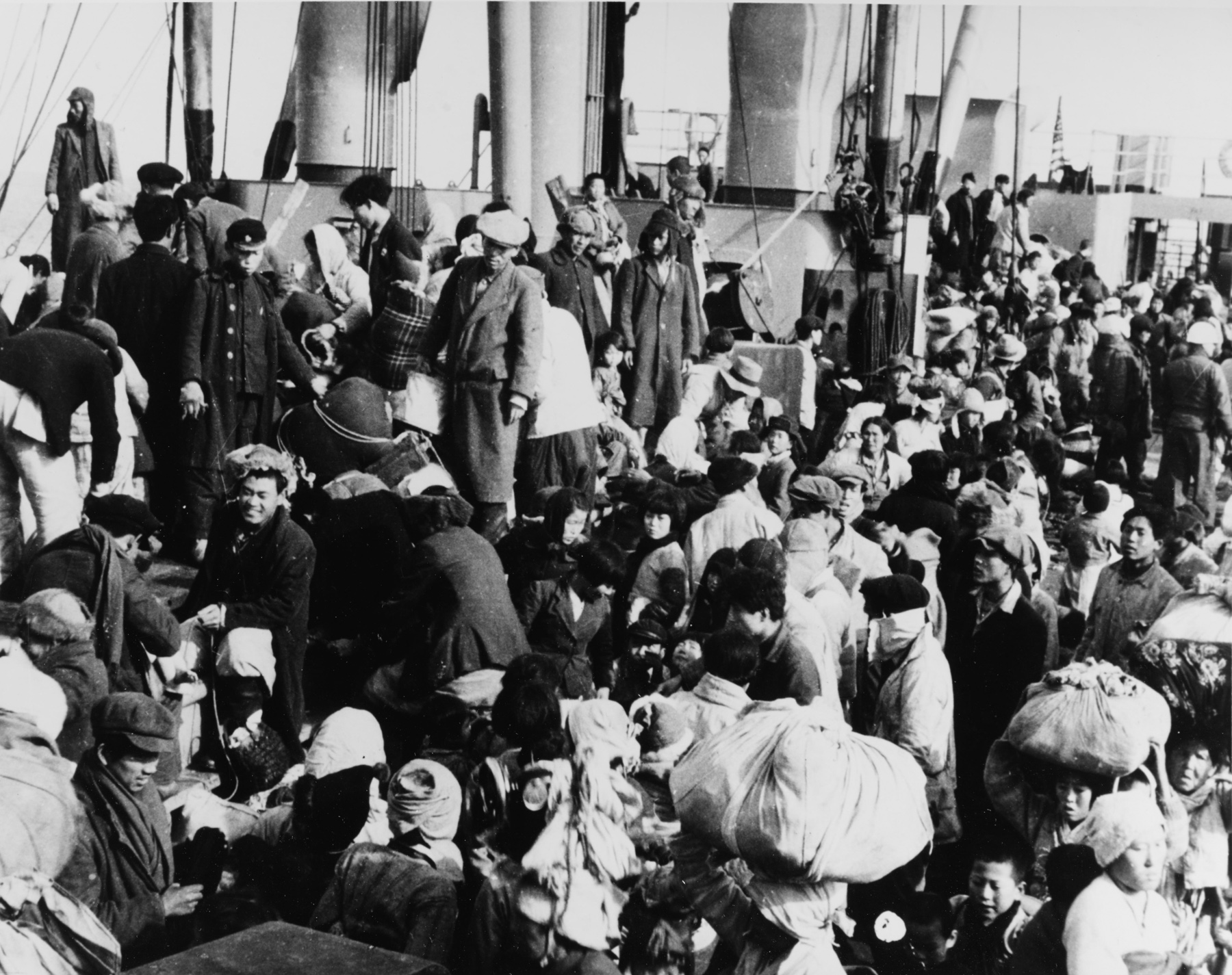
Refugiados a bordo de un buque de los Estados Unidos

En uno de los LST, la cifra era 10 veces mayor que su capacidad permitida. En el caso del buque SS Meredith Victory, (buque de mayor tamaño entre los que allí se encontraban), que estaba diseñado para tener una tripulación máxima de 60 marineros, embarcaron más de 14.000 personas, así como su correspondiente carga. Esto constituye la mayor evacuación en un solo barco de la historia. También, en términos totales se trata de la mayor evacuación por barco en la historia militar de Estados Unidos.
Por supuesto, hubo que deshacerse de gran parte de la carga que los militares planeaban transportar en un principio. Entre todos los barcos que rescataban a refugiados, se arrojaron 4,6 millones de toneladas de equipo, entre las que se encontraban incluidas 400 toneladas de explosivos, vehículos y otro tipo de equipo. Una vez que los últimos pasajeros embarcaron el 24 de diciembre, se voló por completo el puerto de Hungnam para que el enemigo no pudiera utilizar el material dejado allí y los barcos se dirigieron a los puertos de Busan y la isla de Geoje sin sufrir ninguna baja. Dada la fecha tan señalada, se conoce a este evento como el “Milagro de Navidad”.
Las condiciones en los barcos eran de total hacinamiento, sin comida ni agua suficiente y con temperaturas bajo cero, propias del invierno coreano. Sin embargo, el SS Meredith Victory llegó a su destino con cinco nuevos pasajeros que nacieron durante el trayecto. A estos se les bautizó con los nombres Kimchi 1, Kimchi 2, Kimchi 3, Kimchi 4 y Kimchi 5.

## Cifras
En cifras, 91.000 refugiados fueron evacuados en las áreas colindantes a Hungnam desde el 11 de diciembre. Si a esto le sumamos los evacuados de Wonsan y Songjin (actual Kimchaek), el número total de civiles rescatados en la costa noreste de Corea asciende a 98.100. Por desgracia, aproximadamente el mismo número no pudo embarcar por las razones que se exponen unas líneas más arriba. No obstante, constituye una acción heroica que permite que, actualmente, superen el millón los descendientes de aquellos que fueron rescatados aquellos días, entre los que se encuentra el actual presidente de Corea del Sur, Mun Jae-in. Tanto sus padres como su hermana fueron evacuados.
En cuanto a los militares, alrededor de 105.000 soldados, 17.500 vehículos y 350.000 toneladas de material fueron rescatados en la evacuación. En la operación participaron un total de 132 cargueros.
Las fuerzas aéreas también participaron en la operación, evacuando a 3.600 soldados, así como transportando 196 vehículos y 1.300 toneladas de material.

## Consecuencias
El éxito de la operación permitió a las fuerzas surcoreanas y de la ONU preservar su capacidad de combate y poder defenderse de los ataques enemigos, así como contratacar cuando las condiciones lo permitieron. Por supuesto, la evacuación en sí, así como la retirada del valle del Río Chongjin puede considerarse una retirada, pero teniendo en cuenta el número de tropas del Ejército Popular Voluntario chino y del Ejército Popular de Corea del Norte que allí se encontraban, fue una buena decisión. 
Por lo tanto, la Ofensiva de la Segunda Fase del Ejército Popular Voluntario fue todo un éxito, obligando a las fuerzas de la ONU a retirarse más allá del paralelo 38° e incluso posibilitando la Ofensiva de la Tercera Fase, conquistando Seúl por segunda vez en la guerra el 4 de enero de 1951.

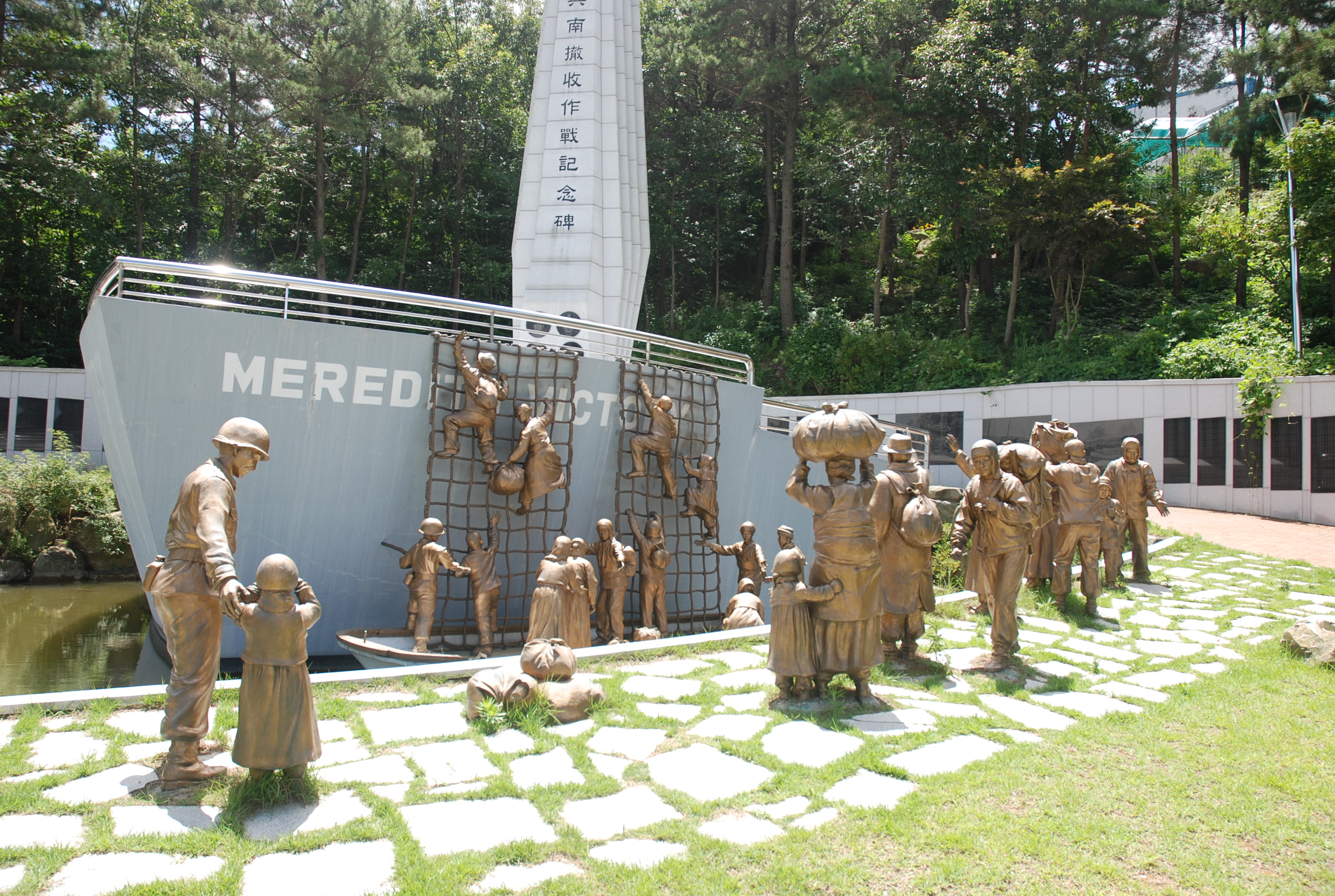
Memorial de la Evacuación de Hungnam en la isla de Geoje

## La Evacuación de Hungnam en la cultura popular
- “Be strong, Geumsoon” (굳세어라 금순아): Es una canción del cantante Hyun-in, lanzada en 1953 por Oriental Trekord en la ciudad de Daegu. La letra habla de un refugiado que se separa de su hermana pequeña Geumsoon en Hungnam, viajando solo a Busan y pidiéndole a esta que se mantenga fuerte y le espere hasta que se produzca la reunificación de las dos Coreas.
- Novela La Evacuación de Hungnam (흥남철수): esta obra, escrita por Kim Dongri, habla sobre la retirada de las tropas y la posterior evacuación de Hungnam, mostrándonos cómo el amor surge en una situación tan trágica como la guerra.
- Ship of Miracles: 14,000 Lives and One Miraculous: libro de Bill Gilbert que recoge testimonios de refugiados y soldados que vivieron la evacuación. Fue traducido al coreano en 2004 y remasterizado en 2015 tras la publicación de la película “Ode to my father”.
- The last sight of Hungnam (내가 마지막 본 흥남): es una película de 1984 que narra la historia de una familia separada por la Evacuación de Hungnam.
- Ode to my father (국제시장): es una película del director Yoon Je-kyoon, publicada en 2014 y que narra la historia de una familia que se separa durante la Evacuación de Hungnam y que rehace su vida en la ciudad de Busan. También aparecen otros acontecimientos históricos, como la Guerra de Vietnam.
- Timeless: en los episodios 11 y 12 de la segunda temporada de la serie americana homónima aparecen escenas relacionadas con la Evacuación de Hungnam.